# ATP Challenger Sophia Antipolis
Das ATP Challenger Sophia Antipolis (offizieller Name: Mouratoglou Open) war ein 2017 und 2019 ausgetragenes Tennisturnier in der Gemeinde Biot in Frankreich. Nachdem es 2018 nicht stattfand, wurde es 2019 wieder in den Turnierkalender aufgenommen. Es ist nach dem in der Nähe befindlichen Technologiepark Sophia Antipolis benannt, war Teil der ATP Challenger Tour und wurde im Freien auf Sand ausgetragen.

## Liste der Sieger

### Einzel
| Jahr | Sieger            | Finalgegner       | Ergebnis          |
| ---- | ----------------- | ----------------- | ----------------- |
| 2019 | Dustin Brown      | Filip Krajinović  | 6:3, 7:5          |
| 2018 | nicht ausgetragen | nicht ausgetragen | nicht ausgetragen |
| 2017 | Aljaž Bedene      | Benoît Paire      | 6:2, 6:2          |

### Doppel
| Jahr | Sieger                         | Finalgegner                     | Ergebnis          |
| ---- | ------------------------------ | ------------------------------- | ----------------- |
| 2019 | Thiemo de Bakker Robin Haase   | Enzo Couacaud Tristan Lamasine  | 6:4, 6:4          |
| 2018 | nicht ausgetragen              | nicht ausgetragen               | nicht ausgetragen |
| 2017 | Tristan Lamasine Franko Škugor | Uladsimir Ihnazik Jozef Kovalík | 6:2, 6:2          |